# Vedat Muriqi
Vedat Muriqi (Prizren, 24 de abril de 1994) é um futebolista kosovar que atua como centroavante. Atualmente, joga pelo Mallorca.

## Carreira
O ex-jogador turco e semifinalista da Copa do Mundo Rüştü Reçber descreveu Muriqi como um "atacante ideal", elogiando sua velocidade em espaços confinados no campo, domínio aéreo e capacidade de jogo de sua equipe, em 2019.
O ex-jogador turco e semifinalista da Copa do Mundo Hakan Ünsal destacou sua força, capacidade de conter a bola e arremessar em 2019. Okan Buruk, ex-jogador turco, semifinalista da Copa do Mundo e ex-técnico do Çaykur Rizespor que treinou Muriqi, afirmou que Muriqi melhorou dramaticamente durante sua última temporada no clube, devido aos seus treinamentos extras, descrevendo-o confiável e rotulando-o de "o melhor atacante da Turquia na Turquia esse período ".
O ex-jogador turco e comentarista Rıdvan Dilmen elogiou Muriqi, afirmando: "Há alguns forwards. Eles podem ser curtos e rápidos. Alguns são poderosos. Alguns são altos, como Peter Crouch, que consegue colocar a bola no chão. Muriqi possui tudo [isso]. Se ele pudesse jogar ao lado de Alex, ele poderia ter marcado 25 gols [em uma temporada] ", em 21 de setembro de 2019.

### Fenerbahçe
Em 7 de julho de 2019, Muriqi foi transferido para o Fenerbahçe da Süper Lig, assinando as próximas quatro temporadas. Um dia depois, o clube confirmou que Muriqi havia ingressado em uma transferência definitiva.

### Lazio
Em 15 de setembro de 2020, Muriqi assinou um contrato de cinco anos com a Lazio, clube da Serie A. Em 20 de outubro de 2020, ele jogou contra o Borussia Dortmund na UEFA Champions League 2020-21, tornando-se o primeiro jogador do Kosovo a participar da competição.

### Mallorca
Em 31 de Janeiro de 2022, foi emprestado ao Mallorca até 30 de junho de 2022. Em 22 de julho de 2022, foi anunciada sua aquisição pela equipe espanhola definitivamente. Numa transferência cotada em 7,5 milhões de euros mais dois milhões em variáveis, Muriqi assinou por cinco temporadas.

### Kosovo
Em junho de 2013, Muriqi foi nomeado como parte da equipe Kosovo Sub-21 para a Valais Youth Cup 2013 . Em 12 de junho de 2013, ele fez sua estreia no Kosovo Sub-21 na semifinal da Copa Valais Juvenil de 2013 contra o Gana Sub-20, após ter sido convocado para o time titular e marcado o gol do empate aos 41 minutos.

### Albânia
Em 15 de outubro de 2013, Muriqi estreou-se pela Albânia Sub -21 num jogo de qualificação para o Campeonato da Europa de Sub-21 de 2015 contra a Bósnia e Herzegovina Sub-21, depois de entrar como suplente aos 46 minutos no lugar de Herolind Shala .

### Voltar para Kosovo
Em 30 de agosto de 2016, Muriqi recebeu uma convocação de Kosovo para uma partida de qualificação para a Copa do Mundo da FIFA 2018 contra a Finlândia . Em 11 de junho de 2017, ele fez sua estreia em uma partida de qualificação para a Copa do Mundo da FIFA 2018 contra a Ucrânia . Em 10 de setembro de 2019, Muriqi deu duas assistências e marcou um gol na derrota por 5–3 contra a seleção nacional de futebol da Inglaterra no Euro 2020. Ele é o atual artilheiro da seleção nacional de futebol do Kosovo, com 17 gols em 33 partidas que disputou.

## Vida pessoal
Muriqi nasceu em Prizren, Kosovo, FR Iugoslávia (atual Kosovo), filho de pais albaneses de Kosovo. Além do passaporte Kosovan e do passaporte albanês. adquiriu passaporte turco e cidadania turca em julho de 2015 com o nome naturalizado Vedat Muriç. Vedat Muriqi tem 1,94 m. Alto e 92 kg de peso.